# Asia Carrera
Asia Carrera, pseudonimo di Jessica Steinhauser (New York, 6 agosto 1973), è un'ex attrice pornografica e regista pornografica statunitense.

## Biografia
Nasce a New York da padre giapponese e madre tedesca, maggiore dei loro quattro figli. Cresce a Little Silver nel New Jersey, dove frequenta la Little Silver Public Schools e la Red Bank Regional High School.
Studia pianoforte sin da piccola, e suona alla Carnegie Hall per due volte prima dei 15 anni. A 16 anni insegna inglese presso lo Tsuruga College in Giappone. Raggiunti i 17 anni di età, fugge di casa per avversione contro i suoi genitori, che volevano indurla a conseguire sempre nuovi successi negli studi e la trattavano molto male.
Ha vinto una borsa di studio per la Rutgers University ed è un membro del Mensa con il quoziente di 156 di QI.

## Carriera cinematografica

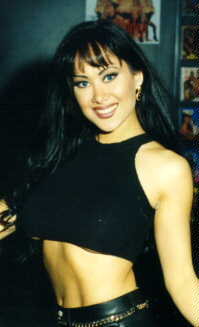
Asia Carrera nel 1997

Carrera ha lavorato durante i primi anni novanta come ballerina in svariati go-go bar nel New Jersey.
Dopo aver realizzato un servizio fotografico per una rivista per adulti, nel 1993 mette assieme un video porno dimostrativo. Alla fine dello stesso anno si trasferisce in California per inserirsi nel mondo della pornografia ottenendo nel 1995 l'AVN Award for Female Performer of the Year e annuncia il suo ritiro alla fine del 2003. Nei titoli di coda dei suoi film, compare spesso come Asia o Jessica Bennett.
Spesso si è occupata di scrittura, produzione e regia dei film, nonché di trucco e acconciatura per sé e per altre attrici.
Come spesso accade per le attrici di film per adulti, il nome "Asia Carrera" è uno pseudonimo. Secondo alcune interviste, avrebbe scelto il cognome d'arte dall'attrice Tia Carrere, storpiandolo volutamente per motivi legali.
Allo scadere naturale del contratto con Vivid, decide di farsi praticare un vistoso piercing alle piccole labbra, che da allora adorna con anelli d'oro di 1 o 2 pollici. In quel periodo si sottopone anche a un intervento di mastoplastica additiva al quale seguirà almeno un analogo ulteriore intervento chirurgico.
Come è caratteristico delle pornostar della sua generazione, Asia Carrera ha interpretato in carriera poche scene di sesso anale. La prima di queste fa parte del film A Is For Asia (un film del quale detiene tutti i diritti), realizzato dopo il termine del contratto con la Vivid.

### Altri interessi
Carrera, spesso descrittasi come "la nerd del porno", vanta un'attiva presenza su Internet. Dichiara orgogliosamente di aver realizzato il proprio sito web alla fine degli anni novanta, compresa la scrittura del codice e l'elaborazione delle immagini.
Inoltre è un'accanita giocatrice di Unreal Tournament, ha disegnato lei stessa l'interfaccia grafica usata nel gioco ed è stata ospite dello spettacolo Players per il canale TV G4, dove ha rivelato il suo pseudonimo di giocatrice virtuale, "Megabitchgoddess". Asia possiede un suo server per Unreal Tournament, il quale supporta mappe personalizzate realizzate dagli ammiratori che frequentano la messaggeria istantanea messa a disposizione nel suo sito personale dal 1997. Ha anche una passione per le Corvette, ma ha ceduto la propria una volta iniziato a occuparsi della famiglia.
Asia ha anche prestato la propria voce ad alcuni film hentai, come Inmu e Shusaku.

## Vita privata

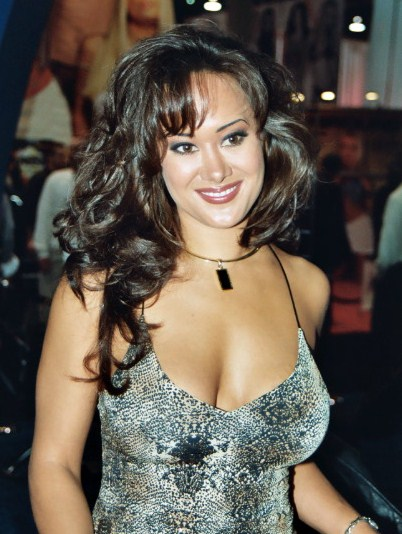
Asia Carrera nel 2000

Nel 1995 Asia sposa il regista di film per adulti Bud Lee. I due divorziano nel 2003 dopo una lunga separazione, ma continueranno a rimanere buoni amici. Carrera ebbe quindi una relazione con Clarke, un ex tecnico di set porno, per alcuni anni fino alla scadenza del suo permesso di soggiorno e al suo ritorno in Inghilterra. Poco dopo, Asia sposa un nutrizionista e scrittore, Don Lemmon, il 19 dicembre del 2003. La coppia si trasferisce a St. George, nello Utah, dove Carrera darà alla luce la sua prima figlia, Catalina, il 4 marzo del 2005.
Mentre lei è incinta all'ottavo mese del loro secondo bambino, Don rimane ucciso in un incidente d'auto vicino a Las Vegas il 10 giugno del 2006. Con preoccupazione per la propria vita e timore di non riuscire a crescere i suoi due figli da sola, Carrera comincia a invocare donazioni sul suo sito web. Alla fine comunque Carrera riceve un messaggio da una compagnia assicurativa riguardo un'assicurazione sulla vita di suo marito, di cui aveva dimenticato l'esistenza. In seguito a doverose investigazioni, viene risarcita e annuncia che la crisi finanziaria è finita.
Il loro figlio, nato il 31 luglio del 2006, si sarebbe dovuto chiamare Devin, ma dopo la morte di Lemmon, Asia decide di chiamarlo Donald Edward Lemmon III. Suo figlio nasce in casa, senza assistenza. Lei e Don avevano da tempo pensato a un parto senza assistenza, ma, dopo la morte di lui, è stata a lungo indecisa se portare comunque avanti l'intenzione originale. La nascita, sopraggiunta 11 giorni prima della data prevista, costringe comunque al parto non assistito.
Il 13 maggio del 2007 Carrera annuncia sul suo sito web di aver inoltrato richiesta per un cambio legale al nome di suo figlio in Devin D'Artagnan Lemmon, in onore di Devin DeVasquez, la donna che per prima le aveva presentato Donald. La sua decisione, ha spiegato, è anche dovuta alle lacrime in seguito a ogni richiesta del nome del figlio da parte di un semplice estraneo.
Il 18 marzo del 2007 ha annunciato sul suo blog che, una volta esaurite tutte le scorte del suo merchandise, "probabilmente" chiuderà il suo sito web. Sembra aver maturato tale decisione, con conseguente rinuncia alla propria fama, per dare ai propri figli un anonimato e la garanzia che possano crescere tranquillamente tra i propri coetanei, senza che il suo passato interferisca.
Il 14 aprile 2010 Asia ha ammesso sul suo blog di essere diventata dipendente dall'alcool dopo la morte del marito Don e di essersi rivolta agli Alcolisti Anonimi e che era alla terza settimana di sobrietà; contestualmente ha ribadito che continua a non credere in Dio e che ciò non è obbligatorio per unirsi agli "AA".
Nel 2012 Asia ha avuto un terzo figlio, che ha chiamato Niko, ma non ha rivelato i dettagli del padre che è quindi rimasto anonimo; il 21 settembre 2012 ha scritto sulla sua pagina Facebook che aveva dato il bambino in adozione.
Il 5 marzo 2015 Asia è stata arrestata per "guida in stato di ebbrezza con un minore a bordo", dato che sua figlia era in auto con lei. Dopo essere stata registrata alla prigione statale dello Utah (Purgatory Correctional Facility) e, in seguito, rilasciata su cauzione., durante il processo ha patteggiato ammettendo l'accusa in cambio di poter scontare la pena agli arresti domiciliari al posto della detenzione, questo giustificandosi con le "speciali necessità" del figlio minore
Asia si dichiara "una fiera atea".

## Riconoscimenti
- AVN Awards
  - 1995 – Female Performer of the Year[14]
  - 2000 – Best Couples Sex Scene per Search for the Snow Leopard con James Bonn[15]
  - 2001 – Hall of Fame
  - XRCO Award
  - 2007 – Hall of Fame[16]

## Filmografia

### Attrice
- Radical Affairs 7 (1993)
- Adventures of Studman 1 (1994)
- Aroused (1994)
- Babe Magnet (1994)
- Babewatch 1 (1994)
- Babewatch 2 (1994)
- Backstage Pass (1994)
- Bad Girls 1: Lockdown (1994)
- Bangkok Nights (1994)
- Barrio Babes (1994)
- Blondage (1994)
- Butt Watch 3 (1994)
- Butt Watch 5 (1994)
- Cathouse (1994)
- Chinatown (1994)
- Crazy With The Heat 3 (1994)
- Dinner Party 1 (1994)
- Elements of Desire (1994)
- Gemini (1994)
- International Affairs (1994)
- Interview With A Vamp (1994)
- Ladies Room (1994)
- Lipstick Lesbians 1: Massage Parlor (1994)
- Masseuse 2 (1994)
- Mighty Man (1994)
- Mountie (1994)
- New Positions (1994)
- No Motive (1994)
- Off Duty Porn Stars: Search For Tara Monroe (1994)
- Private Performance (1994)
- Public Places 1 (1994)
- Putting It All Behind 2 (1994)
- R And R (1994)
- Red Light (1994)
- Revenge of Bonnie and Clyde (1994)
- Satin And Lace (1994)
- Secret Rendez-vous (1994)
- Secret Urges (II) (1994)
- Secrets of Bonnie and Clyde (1994)
- Sensual Recluse (1994)
- Sex 1 (1994)
- Sexual Healing (1994)
- Sexual Misconduct (1994)
- Seymore Butts Interactive 2: In Pursuit of Pleasure (1994)
- Shame (1994)
- Sista Act (1994)
- Stand Up (1994)
- Suite 18 (1994)
- Superboobs (1994)
- Supermodel 1 (1994)
- Supermodel 2 (1994)
- Swap 2 (1994)
- Taboo 13, regia di F. J. Lincoln (1994)
- Tight Lips (1994)
- Titty Bar 2 (1994)
- Tongue in Cheek (1994)
- Up And Cummers 9 (1994)
- Up And Cummers The Movie (1994)
- Vagablonde (1994)
- Western Nights (1994)
- Wild and Wicked 4 (1994)
- A is For Asia (1995)
- Anal Adventures of Suzy Superslut 1 (1995)
- Babewatch 4 (1995)
- Beauty's Punishment (1995)
- Bed And Breakfast (1995)
- Chemical Reaction (1995)
- Chow Down (1995)
- Cinesex 1 (1995)
- Cinesex 2 (1995)
- Cloud 9 (1995)
- Comeback (1995)
- Companion: Aroused 2 (1995)
- Crazy Love (1995)
- Defending Your Soul (1995)
- Dresden Diary 14: Ecstasy In Hell (1995)
- Dresden Diary 15 (1995)
- Encore (1995)
- Forever Young (1995)
- Hawaii (1995)
- Hot Property (1995)
- Layover (1995)
- Leatherbound Dykes From Hell 7 (1995)
- Love Bytes (1995)
- Night Nurses (1995)
- Player (1995)
- Scandal (1995)
- Scrue (1995)
- Sex 2 Fate (1995)
- Sex And Money (1995)
- Steve Drake's Cross Cuntry Vacation (1995)
- Tempted (1995)
- Trouble Maker (1995)
- Where the Boys Aren't 7 (1995)
- Adult Video News Awards 1996 (1996)
- American Dream Girls 2 (1996)
- Ass Kissers 1 (1996)
- Bangkok Boobarella (1996)
- Beauty's Revenge (1996)
- Blue Dreams (1996)
- Breeders (1996)
- Chronicles Of Pain (1996)
- Coming of Age (1996)
- Conquest (1996)
- Corporate Affairs (1996)
- Cumming Clean (1996)
- Deep Inside Misty Rain (1996)
- Dominant Jean (1996)
- Dream Girls (1996)
- Her Name is Asia (1996)
- Hollywood Hookers (1996)
- Hollywood Spa (1996)
- Illustrated Woman (1996)
- Internal Affairs (1996)
- Last Act (1996)
- Latex and Lace (1996)
- Latex Leather and Lace (1996)
- Mask of Innocence (1996)
- Masque (1996)
- Mystique (1996)
- Nice Girls Need Love Too (1996)
- Once In A Lifetime (1996)
- Persona (1996)
- Phantasm (1996)
- Primarily Yours (1996)
- Red Hots (1996)
- Southern Comfort 1 (1996)
- Southern Comfort 2 (1996)
- Spiked Heel Diaries 5 (1996)
- Sweet Revenge (1996)
- This Year's Model (1996)
- Triple X 9 (1996)
- Unleashed 1 (1996)
- Venus Descending (1996)
- Waterworld 1: The Enema Movie (1996)
- 69th Street (1997)
- Adult Entertainment Monthly 1 (1997)
- Anal Star 2 (1997)
- Appassionata (1997)
- Art Of Deception (1997)
- Best of Male Domination 23: Masters of Obedience (1997)
- Best of Tom Byron (1997)
- Betrayal (1997)
- Bite the Big Apple (1997)
- Canned Heat 2 (1997)
- Corporate Assets 2 (1997)
- Cum One Cum All 1 (1997)
- Cumback Pussy 6 (1997)
- Dark Love (1997)
- Daydreams Nightdreams (1997)
- Deep Inside Asia Carrera (1997)
- Deep Throat The Quest 2: Jail Break / Pussy Auction (1997)
- Dirty Bob's Xcellent Adventures 30 (1997)
- Dirty Weekend (1997)
- Diva 3: Pure Pink (1997)
- Diva 4: Sexual Aria (1997)
- Encino Housewife Hookers (1997)
- Fan FuXXX 3 (1997)
- For Pleasure Only (1997)
- From Asia With Love (1997)
- Garden Party (1997)
- Hotel No Tell (1997)
- Lipstick (1997)
- Mission Erotica (1997)
- Net Dreams (1997)
- New Wave Hookers 5 (1997)
- Other Side of Shawnee (1997)
- Private Practice (1997)
- Rear View Mirror (1997)
- Satyr (1997)
- Shameless Desire (1997)
- Spectral Blue (1997)
- Take 69 (1997)
- Thai Me Up (1997)
- Ultimate Submissives 7: Best Of Asia Carrera (1997)
- Victim Of Love (1997)
- Always Lily White (1998)
- Ass Openers 18 (1998)
- Awesome Asians (1998)
- Bad Sister (1998)
- Bawdy And Soul (1998)
- Chasin Pink 1 (1998)
- Chasin Pink 2 (1998)
- Chasing Asia (1998)
- Cravings (1998)
- Cumming Apart (1998)
- Different Drummer (1998)
- Eros Instinct (1998)
- Fade to Blue (1998)
- Flashpoint (1998)
- Hard Ball Groupies (1998)
- Intimate Strangers (1998)
- Ladies Night (1998)
- Laptop (1998)
- Last Tango (1998)
- More Precious Than Gold (1998)
- My Second Love (1998)
- Nude World Order (1998)
- Original Sin (1998)
- Pleasure Pit (1998)
- Pornogothic (1998)
- Raw Sex 5 (1998)
- Rocki Roads' Wet Dreams (1998)
- S.M.U.T. 4: Devil Thumbed A Ride (1998)
- Search For The Snow Leopard (1998)
- Sensual Experience (1998)
- Sexual Species (1998)
- Slave To Fashion (1998)
- Suite Seduction (1998)
- Taxi Dancer (1998)
- Thunderpussy (1998)
- Undercover Desires (1998)
- Wicked Covergirls (1998)
- Bitch (1999)
- Diva Girls (1999)
- Dreamwagon: Inside The Adult Film Industry (1999)
- Hell On Heels (1999)
- Hot Bods And Tail Pipe 11 (1999)
- Ladies Night Out 1 (1999)
- Married Yes... Dead No (1999)
- Nympho Newlyweds (1999)
- Obsessive Passion (1999)
- Perfect Pink 4: Wired Pink Gang Bang (1999)
- Perfect Pink 6: Orgy (1999)
- Samurai Pervert 2 (1999)
- Signature Of Sex (1999)
- United Colors Of Ass 1 (1999)
- Virtual Sex with Asia (1999)
- Wicked Sex Party 2 (1999)
- Wild Flower (1999)
- Asia is In Too Deep (2000)
- Best of Perfect Pink 1 (2000)
- Best of the Vivid Girls 30 (2000)
- Bride of Double Feature (2000)
- Cream of Cumback Pussy (2000)
- Dance Naked (2000)
- Dark Chambers (2000)
- Dream Quest - La regina dei sogni, regia di Brad Armstrong (2000)
- Ecstasy Girls 2 (2000)
- Goddaughter 5 (2000)
- Hot Legs (2000)
- It's a Wonderful Life (2000)
- Jade Goddess (2000)
- Kiss of the Black Widow (2000)
- Malibu Hookers 1 (2000)
- Malibu Hookers 2 (2000)
- Motel Sex (2000)
- Naked Angels (2000)
- Private Vignettes 1 (2000)
- Shades of Sex 1 (2000)
- Shock Therapy (2000)
- Signature Series 1: Asia Carrera (2000)
- Signature Series 3: Alexandra Silk (2000)
- Troubled Love (2000)
- Underworld (2000)
- Wet Dreams 7 (2000)
- WickedGirl.com (2000)
- Witch's Tail (2000)
- Wolf's Tail (2000)
- Adam And Eve Sampler (2001)
- Babewatch 13 (2001)
- Babewatch 14 (2001)
- Blue Angel (2001)
- Deep Inside Jenna Jameson (2001)
- Deep Inside Racquel Darrian (2001)
- Devil's Tail (2001)
- Euphoria (2001)
- Evolution (2001)
- Flash (2001)
- Goosed For 3: Bisexual Love Affair (2001)
- Immortal (2001)
- Invitation (2001)
- Jenna: Extreme Close Up (2001)
- Let's Play Doctor (2001)
- Lost Angel (2001)
- Naked Hollywood 11: Wedding Bell Blues (2001)
- Naked Hollywood 7: Never Can Say Goodbye (2001)
- Naked Hollywood 8: Women On Top (2001)
- Oral Adventures of Craven Moorehead 7 (2001)
- Planet of the Babes (2001)
- Red Dragon (2001)
- Roadblock (2001)
- Sodomania: Slop Shots 9 (2001)
- Stringers 3 (2001)
- Stringers 4 (2001)
- Stroke Of Genius (2001)
- Vajenna (2001)
- 100% Blowjobs 1 (2002)
- 100% Blowjobs 2 (2002)
- 100% Blowjobs 5 (2002)
- 100% Blowjobs 7 (2002)
- Adult Stars Unleashed (2002)
- Asia and Friends Exposed (2002)
- Ass Angels 3 (2002)
- Babewatch 15 (2002)
- Babewatch 16 (2002)
- Best of the West (2002)
- Counterfeit (2002)
- Dark Influences (2002)
- Debi Diamond: Up Close and Personal (2002)
- Deep Inside Debi Diamond (2002)
- Ecstasy Girls Platinum 1 (2002)
- Fetish World 1 (2002)
- Girls Only: Janine (2002)
- Guilty As Sin (2002)
- Gypsy Curse (2002)
- I Love Lesbians 11 (2002)
- Jenna Jameson Revealed (2002)
- Jenna Jameson Untamed (2002)
- Love at First Byte (2002)
- Magic Sex (2002)
- More Stroke Of Genius (2002)
- My Father's Wife (2002)
- Naked Hollywood 10: One Night Stand (2002)
- Naked Hollywood 12: Gonna Find Out Whos Naughty or Nice (2002)
- Naked Hollywood 13: Obsession (2002)
- Naked Hollywood 14: Playing The Part (2002)
- Naked Hollywood 15: The Body Beautiful (2002)
- Naked Hollywood 19: Happy Birthday, Baby (2002)
- Naked Hollywood 9: Odd Couples (2002)
- No Man's Land: Legends (2002)
- On Location With Simon Wolf (2002)
- Porn Star (2002)
- Prettiest Tits I Ever Came Across (2002)
- Real Female Orgasms 3 (2002)
- Ribbon Of Desires (2002)
- Sex Lives of Celebrities (2002)
- Sodomania: Slop Shots 11 (2002)
- Surfer Girl (2002)
- Touched for the First Time (2002)
- Web Mistress (2002)
- Women in Uniform (2002)
- Young Jenna (2002)
- 100% Blowjobs 20 (2003)
- Angel X (2003)
- Angels (2003)
- Cheeks and Thong's Up in Stroke (2003)
- Cumback Pussy Platinum 2 (2003)
- Deep Pink (2003)
- Devinn Lane Show 5: Saving The Best For Last (2003)
- Dick Loving Bitches 8 (2003)
- Double Dippin (2003)
- Every Man's Fantasy: 2 Girls for Every Man 1 (2003)
- Eye Spy: Celeste (2003)
- Fortune Cookies (2003)
- Free Ride (2003)
- Improper Conduct (2003)
- Jaw Breakers 1 (2003)
- Jenna Loves Felecia (2003)
- JKP All Asian 1 (2003)
- JKP All Latin 2 (2003)
- Loaded (2003)
- Lost And Found (2003)
- Naked Hollywood 16: Brains Or Beauty (2003)
- Naked Hollywood 17: Lights, Camera, Action (2003)
- Naked Hollywood 18: Real Life (2003)
- Naked Hollywood 20 (2003)
- Naked Hollywood 21: Love And Math (2003)
- Naked Hollywood 22: Goodbye (2003)
- Nasty Bottoms (2003)
- Naughty Bottoms (2003)
- Nothing Sacred (2003)
- Scandal Of Nicky Eros (2003)
- Whoriental Sex Academy 6 (2003)
- Whoriental Sex Academy 7 (2003)
- 5 Star Chasey (2004)
- 5 Star Janine (2004)
- Award Winning Sex Scenes (2004)
- Can You Be A Pornstar? 1 & 2 (2004)
- Carpool (2004)
- Figg's Fantasy (2004)
- Flawless 2 (2004)
- Heeeeere's Janine (2004)
- Irresistible Asia (2004)
- Jenna And Friends (2004)
- Jenna Jameson's Wicked Anthology 2 (2004)
- JKP All Asian 2 (2004)
- JKP All Asian 3 (2004)
- Late Night Sessions With Tony Tedeschi (2004)
- Lily Thai Exposed (2004)
- Misty Beethoven: The Musical (2004)
- My Living Doll (2004)
- Real Janine (2004)
- Say Aloha To My A-hola (2004)
- Sweatshop (2004)
- Titanic Tits (2004)
- Titty-Titty Bang-Bang (2004)
- Vivid Girl: Janine (2004)
- Wild Wild Chest (2004)
- And The Envelope Please Chasey Lain (2005)
- Brunettes Deluxxxe (2005)
- Girls Who Like Girls (2005)
- Incredible Janine (2005)
- Janine's Pussy Bing (2005)
- Jenna's Star Power (2005)
- Lauren Phoenix and Friends (2005)
- Miami Pink (2005)
- Rack 'em (2005)
- Secret Lives of Porn Stars (2005)
- Top Ten Hottest Women (2005)
- White on Rice (2005)
- China Vagina (2006)
- Hot Cherry Pies 3 (2006)
- Laid In Japan (2006)
- Lesbian Secret Desires 1 (2006)
- What Happens in Christy Stays in Christy (2006)
- Sex X Three 2 (2007)
- No Man's Land Coffee and Cream 2 (2008)
- When MILFs Attack (II) (2008)
- Debi Diamond: The Nasty Years (2010)
- Legendary Lesbians (2012)
- Very Best Of Asia Carrera (2012)
- Hall of Famers (2014)

### Regista
- A is For Asia (1995)
- Appassionata (1997)
- Last Little Whorehouse (1997)